# Ingo Wellenreuther

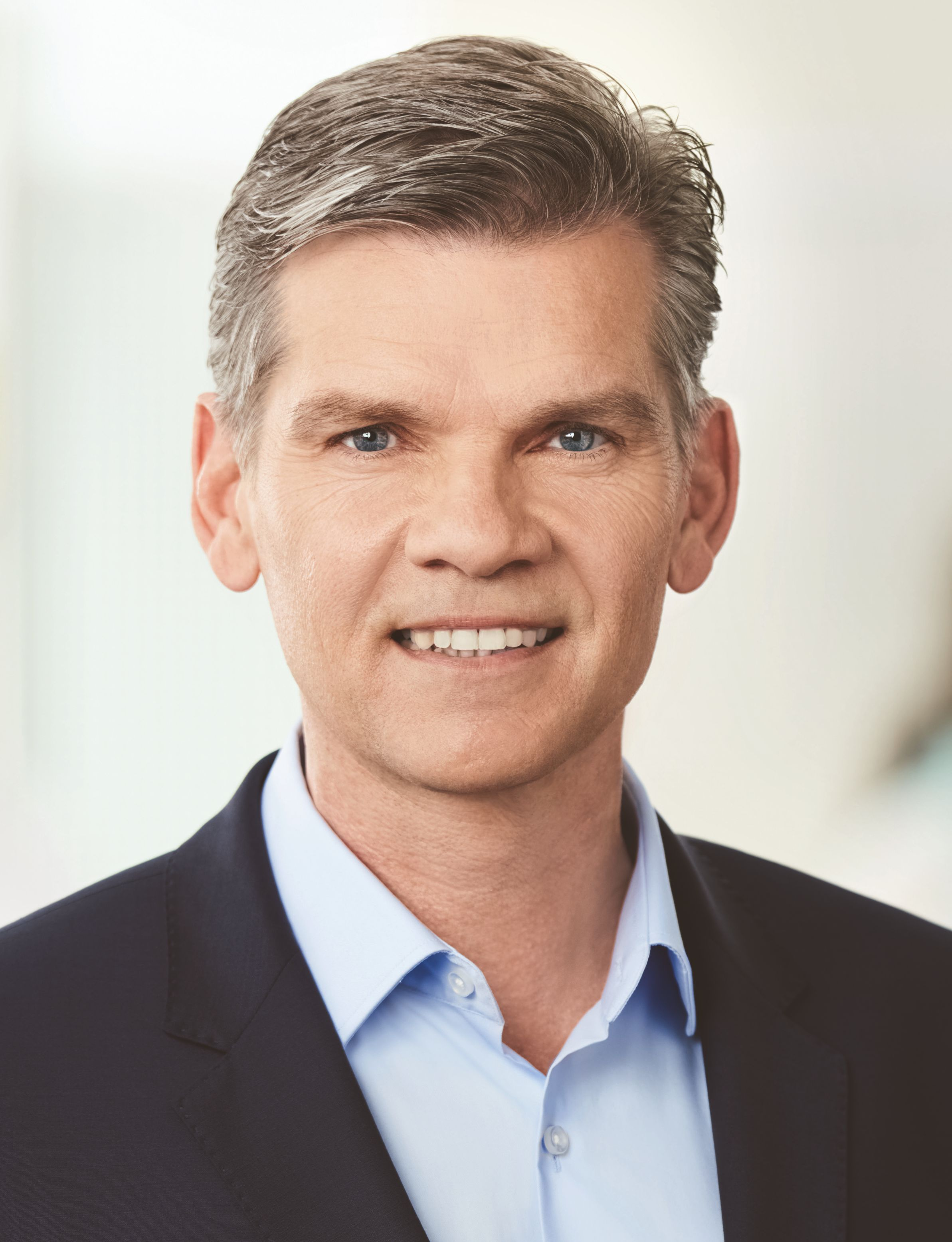
Ingo Wellenreuther (2017)

Ingo Peter Wellenreuther (* 16. Dezember 1959 in Karlsruhe) ist ein deutscher Jurist, Politiker (CDU) und Sportfunktionär. Von 2002 bis 2021 und von 2024 bis 2025 war er Mitglied des Deutschen Bundestages.

## Leben
Nach dem Abitur 1979 am Goethe-Gymnasium in Karlsruhe absolvierte Wellenreuther ein Studium der Rechtswissenschaft an der Ruprecht-Karls-Universität Heidelberg und der Justus-Liebig-Universität Gießen, welches er 1985 mit dem ersten juristischen Staatsexamen beendete. Nach dem Referendariat legte er 1989 auch das zweite Staatsexamen ab und war anschließend als Staatsanwalt in Baden-Baden tätig. 1991 wechselte er als Richter an das Landgericht Karlsruhe. Von Februar 2000 bis April 2001 und von Februar 2002 bis September 2002 war er als Referent der CDU/CSU-Bundestagsfraktion im Untersuchungsausschuss „Parteispenden“ tätig und von Mai 2001 bis Januar 2002 an das Oberlandesgericht Karlsruhe abgeordnet. Seit 2002 ist Wellenreuther Vorsitzender Richter am Landgericht außer Dienst.
Ingo Wellenreuther ist evangelisch, verheiratet und hat zwei Kinder. Sein Sohn Timon ist seit 2014 professioneller Fußballtorwart.

## Politische Laufbahn

### Partei
Wellenreuther war seit 2002 Vorsitzender des CDU-Kreisverbandes Karlsruhe-Stadt. Er gehört seit 2003 dem Vorstand des CDU-Bezirksverbandes Nordbaden an und war von 2005 bis 2007 Mitglied des CDU-Landesvorstands von Baden-Württemberg. Am 23. Juli 2022 löste Katrin Schütz Wellenreuther im CDU-Kreisvorsitz ab.

### Kommunalpolitik
Wellenreuther gehörte von 1999 bis 2013 dem Gemeinderat von Karlsruhe an. 2004 und 2009 wurde er mit den jeweils meisten Stimmen aller Gemeinderatskandidaten in Karlsruhe wiedergewählt.
Für die Wahl des Oberbürgermeisters von Mannheim am 17. Juni 2007 kandidierte er nach Anfrage der CDU Baden-Württemberg für die CDU und die Mannheimer Liste (ML), konnte sich jedoch mit einem Ergebnis von 32,07 Prozent der Stimmen gegen den SPD-Kandidaten Peter Kurz, auf den 50,53 % der Stimmen entfielen, nicht durchsetzen.
Er kandidierte 2012 bei der Oberbürgermeisterwahl in Karlsruhe für die CDU. Zuvor hatte er sich im parteiinternen Nominierungsverfahren am 15. März 2012 mit 68,68 % gegen die Erste Bürgermeisterin Margret Mergen durchgesetzt, die 31,32 % erhielt. Die Bürgermeisterwahl verlor er bereits im ersten Wahlgang am 2. Dezember 2012 mit 35,41 % der Stimmen gegenüber 55,26 % für den gemeinsamen Kandidaten von SPD, Bündnis 90/Die Grünen und der Karlsruher Liste (KAL), Frank Mentrup.

### Abgeordneter
Von 2002 bis 2021 war Wellenreuther erstmals Mitglied des Deutschen Bundestages. Er war innerhalb der CDU/CSU-Bundestagsfraktion unter anderem Mitglied des Parlamentskreises „Mittelstand“, der „Gruppe der Vertriebenen“ und der Arbeitsgruppe „Kommunalpolitik“.
Wellenreuther zog 2002 über die Landesliste Baden-Württemberg und 2005 als direkt gewählter Abgeordneter des Wahlkreises Karlsruhe-Stadt in den Bundestag ein. Die Direktmandate für diesen Wahlkreis erreichte er bei der Bundestagswahl 2005 mit 41,3 % der Erststimmen, bei der Bundestagswahl 2009 mit 38,1 % der Erststimmen, ebenso bei der Bundestagswahl 2013 mit 39,5 Prozent der Erststimmen und bei der Bundestagswahl 2017 mit 28,6 Prozent der Erststimmen. Bei der Landesvertreterversammlung der CDU Baden-Württemberg am 23. März 2017 in Sindelfingen wurde er von den Delegierten auf Platz 5 der Landesliste gewählt.
Zudem war er ordentliches Mitglied in verschiedenen Ausschüssen des Deutschen Bundestages: in der 16. Wahlperiode von 2005 bis 2009 war er Mitglied des Bundestags-Innenausschusses und stellvertretendes Mitglied im Bundestags-Rechtsausschuss, im 18. Bundestag Mitglied im Rechtsausschuss, im Richterwahlausschuss sowie im Sportausschuss und in der 19. Wahlperiode im Rechtsausschuss und im Richterwahlausschuss. Zudem gehörte er als stellvertretendes Mitglied dem Sportausschuss, dem Ausschuss für Inneres und Heimat, sowie dem Kuratorium der Bundeszentrale für politische Bildung an.
Bei der Bundestagswahl 2021 verlor Wellenreuther sein Direktmandat an die Kandidatin des Bündnis 90/Die Grünen, Zoe Mayer. Auch sein Platz auf der Landesliste reichte zunächst nicht für den Wiedereinzug in den Bundestag aus. Er rückte jedoch am 10. Juni 2024 für Diana Stöcker in den Bundestag nach. Zur Bundestagswahl 2025 trat Wellenreuther nicht mehr an.

## Positionen und Kontroversen

### Forum Recht
Wellenreuther setzte sich im Rahmen seiner Arbeit im Deutschen Bundestag erfolgreich dafür ein, mit dem „Forum Recht“ eine Bundeseinrichtung mit besonderer Außenwirkung nach Karlsruhe zu holen. Das „Forum Recht“ soll, ähnlich der Stiftung Haus der Geschichte der Bundesrepublik Deutschland in Bonn, ein Informations-, Dokumentations- und Kommunikationszentrum sein mit den Themenschwerpunkten Recht und Rechtsstaat. Das „Forum Recht“ soll 2026 auf dem Gelände des Bundesgerichtshofes eröffnet werden und einen weiteren Standort in Leipzig erhalten.

### Gesundheitsreform
Wellenreuther stimmte im Deutschen Bundestag am 2. Februar 2007 gegen die Gesundheitsreform der Großen Koalition. Als Gründe nannte er insbesondere die fehlende Nachhaltigkeit und verfassungsrechtliche Bedenken an der Reform sowie die Gefahr von steigenden Beiträgen, weniger Wettbewerb und mehr Bürokratie.

### Internetsperren
Wellenreuther unterstützte den Versuch Ursula von der Leyens, Internetseiten zur Bekämpfung der Kinderpornografie zu sperren (vgl. Gesetz zur Bekämpfung der Kinderpornografie in Kommunikationsnetzen). Er äußerte Unverständnis gegenüber Kritikern dieses Vorgehens, die ein solches Vorgehen als wirkungslos bezeichneten, und bezeichnete jedes Zögern als unverantwortlich. Zensurvorwürfe wies er zurück „Es findet keine Zensur statt, da nur der Zugang zu strafbaren Inhalten gesperrt wird. Es wäre auch abwegig, wenn unser Grundgesetz schwerste Kriminalität schützen würde.“
Als einziger Abgeordneter des Bundestags stimmte Wellenreuther gegen die Aufhebung des Zugangserschwerungsgesetzes.

### Heroin auf Rezept
Wellenreuther kündigte 2009 als einer von nur wenigen CDU-Bundestagsabgeordneten an, für eine Änderung des Betäubungsmittelgesetzes zu stimmen. Diese soll die geregelte Abgabe von Heroin an Schwerstabhängige im Rahmen einer Heroin-Therapie ermöglichen. Bei der Abstimmung im Bundestag am 28. Mai 2009 stimmte Wellenreuther für die Gesetzesänderung.

### Computerspiele
Wellenreuther setzte sich 2009 dafür ein, dass ein in der Karlsruher Schwarzwaldhalle am 5. Juni 2009 geplantes Computerspielturnier der Electronic Sports League kurzfristig durch den Veranstalter abgesagt wurde, obwohl bereits Verträge bestanden. Das Turnier war zuvor durch die lokale CDU-Fraktion und den CDU-Oberbürgermeister Heinz Fenrich unterstützt worden. In seinem Vorfeld sollte ein Eltern-LAN unter der Schirmherrschaft von Armin Laschet, Familienminister von Nordrhein-Westfalen, stattfinden, um den Eltern Informationen zum Thema zur Verfügung zu stellen. Im Rahmen des Turniers sollte unter anderem auch Counter-Strike gespielt werden, in dem es um Kampfgefechte geht; der Eintritt war auf über 18-Jährige beschränkt. Wellenreuther argumentierte, dass man das Computerspielturnier nicht brauche, um eine Aufklärungskampagne über die Gefahren von Computerspielen und Computerspielsucht zu starten; er begrüßte und unterstützte dementsprechend die von der Stadt Karlsruhe angekündigte Informationskampagne.

### Nominierungsverfahren OB-Wahl 2012
Für Aufsehen sorgten die Ereignisse im Vorfeld zur Karlsruher Oberbürgermeisterwahl im Jahre 2012. Einzige Herausforderin im Vorfeld um die Nominierung zur CDU-Kandidatur war Margret Mergen. Kurz vor dem parteiinternen Nominierungsverfahren traten über 300 Personen in die CDU ein. Im Zusammenhang mit diesem plötzlichen Mitgliederzuwachs wurde Wellenreuther „im Wahlkampf vorgeworfen, Mitglieder des Fußballclubs in die CDU geholt zu haben, um bessere Chancen zu haben“. Bei der Nominierung unterlag Mergen schließlich mit 301 Stimmen gegen Wellenreuther (660 Stimmen). Der damalige Oberbürgermeister und CDU-Politiker, Heinz Fenrich, versagte Wellenreuther die Unterstützung.

## Mitgliedschaften und soziales Engagement
Seit 2002 ist er Kuratoriumsmitglied der Landesvereinigung Baden in Europa e. V. und seit 2007 stellvertretendes Mitglied des Kuratorium der Bundeszentrale für politische Bildung. Außerdem ist er Mitglied der überparteilichen Europa-Union Deutschland. Von 2013 bis 2017 war er Mitglied des Vorstands des Deutschen Fußball-Bundes (DFB). Seit 2007 ist er Pate des Mehrgenerationenhauses „Brunhilde-Baur-Haus“ in Karlsruhe-Neureut. Er ist zudem Gründungsmitglied und Vorsitzender des Vereins Karlsruher Kindertisch e. V.

## Präsident des Karlsruher SC
Ingo Wellenreuther war ab 1997 Vorsitzender des Wahlausschusses des Karlsruher SC. Am 24. September 2010 wurde er vom Amtsgericht Karlsruhe, auf Vorschlag des verbliebenen Vizepräsidenten Rolf Hauer, zum Notpräsidenten bestimmt. Beide standen dem Verein bis zu einer außerordentlichen Mitgliederversammlung am 17. November vor, in deren Rahmen Wellenreuther zum Präsidenten des Klubs gewählt wurde. In den Jahren 2013, 2016 und 2019 wurde Wellenreuther jeweils von den Mitgliedern des Vereins in seinem Amt bestätigt. Auf Druck einer Investorengruppe trat Wellenreuther am 14. Mai 2020 zurück.